# Lotta libera ai Giochi della XI Olimpiade - Pesi gallo
La competizione della categoria pesi gallo (fino a 56 kg) di lotta libera dei Giochi della XI Olimpiade si è svolta dal 2 al 5 agosto al  Deutschlandhalle in Berlino.

## Formato
Ad ogni incontro venivano assegnate le seguenti penalità:
- 0 = Al vincitore per schienata
- 1 = Al vincitore per decisione
- 2 = Allo sconfitto per decisione (1 giudici contro 2)
- 3 = Allo sconfitto per decisione (0 giudici contro 3)
- 3 = Allo sconfitto per schienata

Con cinque penalità o più il lottatore veniva eliminato.

## Risultati
| Legenda                                  | Legenda |
| ---------------------------------------- | ------- |
| Lottatore con 5 penalità o più Eliminato |         |

### 1 Turno
Si è disputato il 2 agosto.
| Vincitore        | Pen. | Risultato | Sconfitto         | Pen. |
| ---------------- | ---- | --------- | ----------------- | ---- |
| Ray Cazaux       | 1    | 3:0       | Kojiro Tamba      | 3    |
| Johannes Herbert | 0    | Schienata | Ahmet Çakıryıldız | 3    |
| Ödön Zombori     | 0    | Schienata | Gustave Laporte   | 3    |
| Marcello Nizzola | 0    | Schienata | Antonín Nič       | 3    |
| Herman Tuvesson  | 1    | 3:0       | Aatos Jaskari     | 3    |
| Cesar Gaudard    | 0    | Schienata | Shankarrao Thorat | 3    |
| Ross Flood       | 1    | 3:0       | Enrique Jurado    | 3    |

### 2 Turno
Si è disputato il 3 agosto.
| Vincitore         | Pen. | Risultato | Sconfitto         | Pen. |
| ----------------- | ---- | --------- | ----------------- | ---- |
| Ahmet Çakıryıldız | 4    | 2:1       | Kojiro Tamba      | 5    |
| Johannes Herbert  | 0    | Schienato | Ray Cazaux        | 4    |
| Gustave Laporte   | 3    | Schienato | Antonín Nič       | 6    |
| Ödön Zombori      | 1    | 2:1       | Marcello Nizzola  | 2    |
| Herman Tuvesson   | 1    | Schienato | Cesar Gaudard     | 3    |
| Aatos Jaskari     | 3    | Schienato | Enrique Jurado    | 6    |
| Ross Flood        | 1    | Schienato | Shankarrao Thorat | 6    |

### 3 Turno
Si è disputato il 4 agosto.
| Vincitore         | Pen. | Risultato | Sconfitto        | Pen. |
| ----------------- | ---- | --------- | ---------------- | ---- |
| Ahmet Çakıryıldız | 4    | Schienato | Ray Cazaux       | 7    |
| Johannes Herbert  | 0    | Schienato | Gustave Laporte  | 6    |
| Herman Tuvesson   | 2    | 3:0       | Ödön Zombori     | 4    |
| Aatos Jaskari     | 4    | 3:0       | Marcello Nizzola | 5    |
| Ross Flood        | 1    | Schienato | Cesar Gaudard    | 6    |

### 4 Turno
Si è disputato il 4 agosto.
| Vincitore       | Pen. | Risultato | Sconfitto         | Pen. |
| --------------- | ---- | --------- | ----------------- | ---- |
| Ödön Zombori    | 4    | Schienato | Ahmet Çakıryıldız | 7    |
| Herman Tuvesson | 3    | 2:1       | Johannes Herbert  | 2    |
| Ross Flood      | 1    | Schienato | Aatos Jaskari     | 7    |

### 5 Turno
Si è disputato il 5 agosto.
| Vincitore    | Pen. | Risultato | Sconfitto        | Pen. |
| ------------ | ---- | --------- | ---------------- | ---- |
| Ödön Zombori | 4    | Schienato | Johannes Herbert | 5    |
| Ross Flood   | 2    | 3:0       | Herman Tuvesson  | 6    |

### 6 Turno
Si è disputato il 5 agosto.
| Vincitore    | Pen. | Risultato | Sconfitto  | Pen. |
| ------------ | ---- | --------- | ---------- | ---- |
| Ödön Zombori | 4    | Schienato | Ross Flood | 5    |

## Classifica finale
| Pos.    | Atleta            | Nazione          |
| ------- | ----------------- | ---------------- |
| Oro     | Ödön Zombori      | Ungheria         |
| Argento | Ross Flood        | Stati Uniti      |
| Bronzo  | Johannes Herbert  | Germania         |
| 4       | Herman Tuvesson   | Svezia           |
| 5       | Aatos Jaskari     | Finlandia        |
| 6       | Ahmet Çakıryıldız | Turchia          |
| 7       | Marcello Nizzola  | Italia           |
| 8       | Gustave Laporte   | Belgio           |
| 8       | Cesar Gaudard     | Svizzera         |
| 10      | Ray Cazaux        | Gran Bretagna    |
| 11      | Kojiro Tamba      | Giappone         |
| 12      | Shankarrao Thorat | India Britannica |
| 12      | Enrique Jurado    | Filippine        |
| 12      | Antonín Nič       | Cecoslovacchia   |